# هولتزاپفل
هولتزاپفل (انگلیسی: Holtzapffel) شرکت ابزارسازی بریتانیایی است، که در سال ۱۷۹۴ تأسیس شد.